# زودپز (فیلم)
زودپز یک فیلم کمدی به کارگردانی رامبد جوان و تهیه‌کنندگی منصور سهراب‌پور محصول ۱۴۰۲ است که از ۱۷ مهر ۱۴۰۳ در سینماهای ایران اکران شده است. نقش‌های اصلی این فیلم محسن تنابنده نوید محمدزاده و گلاره عباسی هستند.

## خلاصه داستان
داستان فیلم در تهران، سال ۱۳۶۶ اتفاق می‌افتد. در زمانی که تهران زیر بمباران است زودپز روی گاز در مغازه پدر خانواده می‌ترکد و او به سختی مجروح شده و فوت می‌کند. حالا شاهین و سیروس، دو داماد او که نمی‌خواهند مجرم شناخته شوند، در صدد هستند کاری کنند که پدر خانواده را به عنوان شهید جا بزند تا از زیر بار عواقب موضوع و مجازات فرار کنند.

## بازیگران
| بازیگر         | نقش                                     |
| -------------- | --------------------------------------- |
| محسن تنابنده   | سیروس وجدان‌دوست ( داماد قدرت )          |
| نوید محمدزاده  | شاهین صولتی ( داماد قدرت ، همسر مرضیه ) |
| گلاره عباسی    | شبنم رکابی ( معشوقه قدرت )              |
| روزبه حصاری    | حاجی صاحبی ( خواستگار مهری )            |
| محمود جعفری    | قدرت‌الله مددی ( پدر مرضیه )             |
| شیرین اسماعیلی | مهری مددی                               |
| ساقی حاجی‌پور   | مرضیه مددی ( همسر شاهین )               |
| میسا مولوی     | ولی تُرکه                                |
| سینا مسعودی    | سیاوش وجدان‌دوست                         |

## بازخورد و گیشه
در نخستین روز اکران روز سه‌شنبه ۱۷ مهر ۱۴۰۳ نزدیک به ۶ میلیارد تومان فروش کرده است. حدود ۱۴۰ هزار نفر برای تماشا در روز نخست بلیت خریده‌اند. همچنین بیشترین بیننده در یک روز با ۱۶۷ هزار نفر در روز سه‌شنبه ۲۴ مهر.
پس از گذشت ۲۰ روز از شروع اکران، در آستانه فروش ۱۰۰ میلیارد تومانی قرار گرفت و ۱ میلیون و ۷۰۰ هزار نفر فیلم را تماشا کرده‌اند.
در یک ماه نخست اکران، حدود ۲ میلیون و ۳۰۰ هزار بلیت فروش کرده است.